# Mistrzostwa Azji w Chodzie Sportowym 2010
Mistrzostwa Azji w Chodzie Sportowym 2010 – zawody lekkoatletyczne, które odbyły się 14 marca w japońskim mieście Nomi.

## Rezultaty
| PB – rekord życiowy \| SB – najlepszy wynik w sezonie \| NJR – rekord kraju juniorów |

| Konkurencja:           | Złoto          | Wynik      | Srebro         | Wynik      | Brąz           | Wynik           |
| Chód na 20 km mężczyzn | Yūsuke Suzuki  | 1:20:06 PB | Isamu Fujisawa | 1:20:12 PB | Byun Young-jun | 1:22:07 PB      |
| Chód na 20 km kobiet   | Masumi Fuchise | 1:29:35 SB | Kumi Otoshi    | 1:30:36 PB | Chiaki Asada   | 1:32:27 NJR, PB |

## Klasyfikacja medalowa
| Miejsce | Kraj             | Złoto | Srebro | Brąz | Razem |
| 1.      | Japonia          | 2     | 2      | 1    | 5     |
| 2.      | Korea Południowa | 0     | 0      | 1    | 1     |
| Suma    | Suma             | 2     | 2      | 2    | 6     |

## Rekordy
Podczas zawodów ustanowiono 3 krajowe rekordy w kategorii seniorów:
| Zawodnik         | Reprezentacja | Konkurencja   | Rezultat |
| ---------------- | ------------- | ------------- | -------- |
| Ebrahim Rahimian | Iran          | chód na 20 km | 1:27:53  |
| L. Deepmala Devi | Indie         | chód na 20 km | 1:37:44  |
| Ng Sau Man       | Hongkong      | chód na 20 km | 1:56:58  |